# 沙家店战役
沙家店战役是1947年8月西北野战军野外伏击中华民国国军整编第36师的战役。中国共产党方面认为此次战役被是“西北战局的转折点”，毛泽东亦在战役结束后，感慨自己不再需要使用“李德胜”这一化名，终于能夠直接称呼自己的姓名。

## 战役背景
1947年3月开始，中华民国国军放弃国共内战初期的“全面进攻”战略，转而以“重点进攻”战略，将进攻的主要方向集中在两翼，一路进攻山东解放区，另一路进攻中共中央所在地陕甘宁边区，其中进攻陕甘宁边区的国军兵力超过23万人，由胡宗南统率。解放军防守该地区的是由彭德怀率领的西北野战兵团，总兵力仅为6个旅2.5万人，实力悬殊，然而该地区地形复杂，且中共长期经营而拥有很好的群众基础，因此解放军拥有“地利”和“人和”优势。1947年3月13日，国军胡宗南部发起对陕甘宁边区的总攻，依仗实力上的优势很快于3月18日占领了中共中央所在地并主动撤守的延安，并继续深入延安以北意图寻机与共军主力决战。然而在随后两个月内西北野战兵团依仗良好群众基础及打入胡宗南身边的中共谍报人员熊向晖所掌握的的国军大量重要情报所获得情报优势均获得胜利，“青化砭”、“羊马河”和“盘龙镇”三次交战，“陕北三战三捷”歼灭国军约1.4万人，逐步扭转了被动局面，并继续通过“蘑菇战术”与国军周旋，同时毛泽东（化名李德胜）、周恩来（化名胡必成）、任弼时（化名史林）组成中共中央前方委员会（简称中央前委）率精干作战、情报、通信人员组成中央支队转战陕北，吸引、抑留胡宗南部主力，“中央好比一块招引绿头苍蝇的肉，放到哪里，都会引来许多苍蝇来叮，可以把人家搞乱。陕北群众条件好、地形好，我们熟悉，可以在这里搞一个战略上的作战方向，牵制敌人的力量”，并指挥全国的解放战争。
1947年7月，根据中央军委“中央突破，三军配合，两翼牵制，互为犄角，逐鹿中原”的战略部署，为保障“陈谢兵团”从晋西南渡黄河南下豫西、从右翼策应“刘邓大军”挺进大别山的战略行动，中共中央指示西北野战兵团8个旅主动出击榆林，将胡宗南集团主力引向陕北最北部的沙漠边沿，防止胡宗南主力出兵豫西。1947年7月28日，彭德怀率西北野战军围攻榆林，参战兵力为
- 第二纵队
- 新四旅
- 教导旅
- 第一纵队
  - 并指挥绥德军分区警备第四团与警备第六团
- 晋绥军区第三纵队 司令员许光达、政治委员孙志远，辖
  - 独立第五旅(旅长李夫克、政治委员王赤军)
  - 独立第二旅(旅长唐金龙、政治委员梁仁芥)。

8月6日，蒋介石飞抵延安，部署救援榆林。8月7日胡宗南急令整编第一军、整编第二十九军率8个旅分两路向绥德、佳县急进；以整编第36师为援榆快速兵团，绕过解放军的阻击阵地进行驰援：“以迂回为主，避开绥德、横山正面匪之阻援，改循保安、靖边，出长城，沿伊盟南端边缘挺进，出敌不意，一举进出榆林；进抵榆林周边后，应与守城友军切取联系，合力内外夹击而捕歼之”。。
8月8日，西野部队经两天外围拔点战斗，逼近榆林城下。8月12日钟松部整编第36师经过五天急行军，进抵距榆林30里外的苏庄子、天鹅海子地区。毛泽东和中央军委当即同意彭德怀围点打援的计划。西野主力从榆林城下突然撤围，秘密向榆林东南、米脂东北地区运动。8月12日黄昏时分，围攻榆林城的共军撤围，隐蔽集结在榆林东南的三岔湾至鱼河堡一线山上待机，榆林之围遂解。8月14日，钟松率部进入榆林城，受到了邓宝珊等军政要员的热烈欢迎，当地报纸谓其“行动神速巧妙，出其不意，榆林城不战而解围”。钟松以解围有功获颁四等宝鼎勋章（1948年1月1日颁发）。

## 战役进程

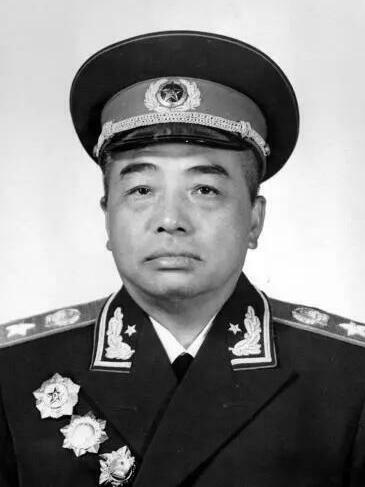
沙家店战役解放军方面的指挥官暨西北野战军司令彭德怀

### 部署及行军
1947年8月15日，西安绥署主任胡宗南依据地空侦察和电台测向所得情报，分析判断西北野战军因攻榆林不克而蒙受重大损失，正在向东败逃，将要东渡黄河，认为是消灭解放军的好机会，于是便命令钟松率领国军整编第36师从榆林南下加速前进，会同国军整编第1军、整编第29军主力沿咸榆路北上共同围歼共军。此时，毛泽东、中共中央机关、西北局机关、西野领帅机关、西野主力部队都被挤在佳、米、榆三县交界的狭小地域，处于背靠沙漠、侧水侧敌的险境中，情况十分危急。 
整编36师虽然自8月7日冒酷暑高速长途行军已疲惫不堪，8月15日钟松仍率整编师部、整123旅和整165旅两个旅部共四个团的兵力南下，至归德堡，遇到共军土杂武装抗击后，拐到鱼河堡附近宿营；8月16日进抵镇川堡。此时胡宗南主力已会师绥德，董钊率整编第一军军部和整编第一师留守绥德、米脂；刘戡率整编第二十九军的5个旅沿黄河直奔佳县圪镇店。刘戡与钟松相距百里路程，准备会师后封锁黄河渡口，向西控制咸榆公路。
8月17日，周恩来打电话告诉彭德怀：中央不过黄河，关键是必须迅速歼灭国军之一部，粉碎其合围企图。8月17日，刘戡率部继续向佳县逼近。8月17日钟松决定以第123旅附第165旅493团为前梯队，由镇川堡向沙家店以东的乌龙堡前进；整编36师师部及165旅主力为后梯队，向沙家店以东行进。
彭德怀决定趁两路国军未完成合并之前抓住整编36师骄狂、孤军、连续多日长途行军奔袭之疲惫弱点，决定在预设伏击战场歼灭整编36师后梯队，达成目标后再集中兵力歼灭整编36师前梯队，各部队统一于8月18日7时前到达指定位置。

### 包围与突围
国军整编第36师前梯队，经万佛洞、高家园子向乌龙铺前进，18日上午10时许在乌龙铺以南与西野第三纵队和绥德军分区警备第四团、警备第六团发生交火，解放军佯退，诱国军于黄昏时进到乌龙铺北山。西野第一、第二纵队和教导旅、新编第四旅在常高山附近与钟松的先头部队一接触，由于当日大雨如注，山洪暴发，钟松以为当面共军仅是小股阻击部队并不以为意，钟松部放弃行动退回沙家店。共军也暂停进攻。
沙家店镇位于米脂县城东北25公里处，东接印斗，南临高渠，西连镇川，北靠李站，属典型的黄土高原丘陵沟壑渠地貌。
8月19日，刘戡率主力进占了佳县城、神泉堡、李家庄等地。钟松率后梯队在沙家店，发现沙家店附近有共军主力，急电整编123旅向沙家店师部靠拢。整编123旅派遣配属的整编第165旅493团（孙铁英团）连夜回援师部。整编36师发现被解放军包围之后，钟松不断向胡宗南、刘戡发电告急求援。胡宗南出动大批飞机支援，并严令刘戡率领国军第29军要奋力向北进军，解救钟松之36师。

### 沙家店的战斗
8月20日拂晓，西野第一、第二纵队对沙家店钟松师部及一六五旅进攻战斗全面打响。西野教导旅和新编第四旅把向西回援的整编第123旅包围在常高山附近并展开攻击。晋绥第三纵队及绥德军分区警四团、警六团在乌龙堡以南地带抗击刘戡整编第二十九军的5个旅解围主力。刘戡所部虽然努力前进，仍被解放军阻击部队挡在距沙家店15公里以外地区。
西野第一纵队首先以第358旅向沙家店东地高地攻击；以独立第1旅（除第35团位于白家庄担任警戒）主力向沙家店以南敌阵地攻击。8月20日10时左右，回援之整编第165旅第493团沿吴家沟川道与其师主力会合。
整编第123旅企图占领常家高山北侧高地，掩护36师主力向东突围，遭到西野新四旅的阻击。原先计划从左侧参加攻击的西北野战军教导旅进入战场，并依据战场形势的变化，立刻改变原来的攻击方向，主动向常家高山方向向敌攻击，并与新4旅取得联络，完成了对整编第123旅的包围。至此，国军整编第36师师部及两个整旅分在两地被西北野战军包围。
战斗到8月20日13时，彭德怀下达了总进攻动员令：“彻底消灭三十六师，是我西北战场由战略防御转入战略进攻的开始，收复延安解放大西北的开始，为着人民解放事业，继续发扬你们无限英勇精神，立即消灭三十六师，活捉钟松，号召你们本日黄昏以前胜利完成战斗任务！”战斗到8月20日17时，国军的主要阵地均被攻占。战至18时，国军防线崩溃，西北野战军进而发动追击，国军整编第36师师部及第165旅除了师长钟松、旅长李日基等少数人员突围外，大部被西北野战军歼灭。

## 结果及影响
此役，西北野战军共计伤亡1839人；国军损失整编第36师及两个旅，共计战死、伤和俘虏6000余人，另有整编123旅旅长刘子奇、旅参谋长罗秋佩、团长杨逢震、谢挺欧等军官被俘。共军缴获山炮7门、迫击炮21门、六零炮34门，轻机枪168挺、重机枪30挺、司登枪48支、步马枪2013支、短枪32支，山炮弹10发、迫击炮弹546发、六零炮弹400发、各种子弹20万发，骡马577匹，无线电台5部、报话机4部、电话机27部。。整编三十六师师长钟松和整编一六五旅旅长李日基带少数官兵脱离战场。 
绥德全县（缺绥市、辛店乡资料）参战和支援共军前线的人员41961名，809771工日；为共军搞军运的牲畜有14903头，122187工日。
毛泽东高度评价沙家店战役对陕北乃至全国国共战局的重大意义，指出“经此一战，局势即可改变。”8月23日，西北野战军召开旅以上干部会议，毛泽东、周恩来、任弼时到会向指战员们祝贺胜利。毛泽东说：“沙家店这一仗确实打得好，对西北战局有决定意义，最困难时期已经过去了。”
沙家店战役结束后的第三天，陈赓谢富治的太岳兵团辖太岳第四纵队、太行第九纵队、太岳第八纵队第22旅、西北民主联军第38军，共8万余人，兵分两路；西路于8月22日在茅津渡以东、东路于8月23日晨在垣曲、济源强渡汛期的黄河，挺进豫西，一举切断陇海铁路，攻克灵宝、陕县，直逼潼关，威胁西安。为解救西安、潼关危局，胡宗南急令在陕北绥德、米脂地区的董钊整编第一军、刘戡整编第二十九军军部率整编第一、第九十、第十七、第三十八师等部共8个旅沿咸榆公路南撤。留守延安以北的部队有：
- 整编第七十六师师部、整编第二十四旅旅部、七十团(欠第二营)及第七十二团第二营守备清涧城
- 整编第十二旅三十五团二营守备延川
- 整编第二十四旅七十团二营守备延长
- 整编第七十二团(欠二营)守备子长
- 整编第三十六师整编一六五旅残部及整编一四四旅四三一团残部守备绥德。

西野主力乘胜追击，转入内线反攻，西北战局出现了共军从“战略防守”转向“战略反攻”的转折点，国军自此丧失了西北战场主动权，丧失了1947年3月胡宗南大举进攻陕北后取得的战果。1947年9月14日至17日西野发起岔口、关庄追击战，歼敌4000余人。战后，西野主力第一、第三纵队和教导旅、新编第四旅集结在延安、延长、延川之间的文安驿地区休整10天；第二纵队、第四纵队转入外线作战发起黄龙战役，开辟黄龙山新解放区；10月1日，第一、第三纵队及新四旅、教导旅发起延清战役，解放延安东北的广大地区。
沙家店战后，胡宗南命钟松带着整123旅剩余部队开赴西安整补，朱侠出任整123旅旅长；一面将驻防榆林的整28旅调回归建，李生润出任旅长。整165旅留在绥德县城就地整补，原旅长李日基升任整36师副师长，团长孙铁英升任整165旅旅长。
整编123旅旅长刘子奇（1907年-1993年10月28日）是黄埔二期、日本陆士第二十三期，被俘后参加解放军，任野战军司令部参谋处参谋，主编《野战军》杂志。1955年2月转业后任甘肃省人民政府参事室参事，1959年4月作为特别邀请人士任第三届全国政协委员。

## 外部連結
- 視頻：沙家店戰役（页面存档备份，存于）